# Ringsfield
Ringsfield è un villaggio e parrocchia civile della contea inglese del Suffolk. È situato 2 miglia (3,2 km) a sud-ovest di Beccles nel distretto del Suffolk orientale.
Al censimento del Regno Unito del 2011, il villaggio contava una popolazione di 323 abitanti. Confina con le parrocchie di Beccles, Weston, Redisham, Ilketshall St Andrew e Barsham. Il consiglio parrocchiale opera congiuntamente con la parrocchia civile di Weston.

## Storia
Ai tempi del Domesday Book del 1086, Ringsfield era un grande villaggio con una popolazione di 100 famiglie. La maggior parte della terra apparteneva direttamente al re Guglielmo, mentre altre proprietà erano controllate da Ugo d'Avranches, conte di Chester e da Roger Bigot. Il villaggio faceva parte della centena di Wangford.
Il maniero passò attraverso diverse famiglie, tra cui la famiglia Roos della vicina Roos Hall. La popolazione della parrocchia crebbe fino a oltre 300 persone nel XIX secolo. A partire dall'inizio del XX secolo, il numero di abitanti è progressivamente diminuito nonostante siano state costruite nuove case a partire dagli anni '70.
Nel 1627 la parrocchia era unita a Little Redisham, che si trova a circa 1 miglio (1,6 km) a sud-ovest di Ringsfield. L'ex chiesa di St James era in rovina all'inizio del XVII secolo e ora è inglobata nel parco che circonda Redisham Hall, la cui parte settentrionale si trova all'interno della parrocchia di Ringsfield.
Redisham Hall fu originariamente costruita nel XVI secolo ed è il sito di un probabile villaggio medievale abbandonato.  Fu ricostruita nel 1823 da John Garden per sostituire una precedente casa elisabettiana. Si tratta di un edificio di interesse storico culturale di II grado situato su 400 acri (1,6 km²) di parco (parzialmente appartenente alla parrocchia di Ringsfield) a sud-ovest del paese. Alcune parti della residenza sono ora utilizzate come case vacanza.

## Cultura e comunità
Il villaggio moderno è concentrato attorno all'incrocio di Ringsfield Corner, 1⁄2 miglio (0,80 km) a sud della chiesa parrocchiale. Ringsfield Hall, nel nord della parrocchia, è un centro educativo all'aperto. 
Il villaggio ha una scuola elementare, un municipio con un campo da gioco e campi da tennis e un pub, la Ringsfield Tavern.

## Chiesa di Ognissanti

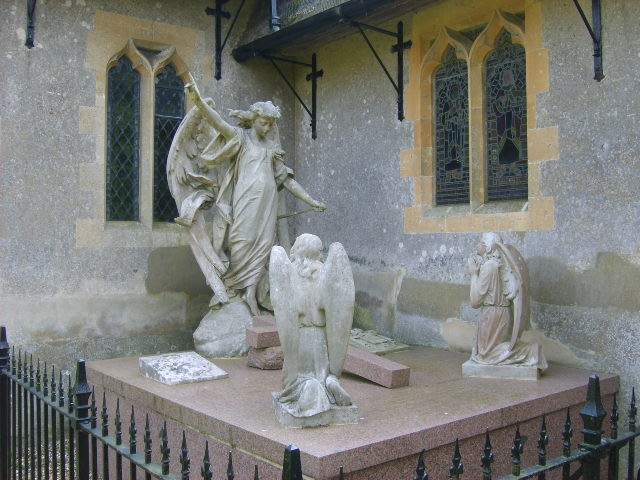
Tomba di Caroline Murat, baronessa de Chassiron

La chiesa parrocchiale è dedicata a Ognissanti. L'edificio è di origine medievale e presenta una torre costruita nel 1450. Fu ristrutturato nel 1880.
Il cimitero ospita la tomba della principessa Caroline Murat (nata nel New Jersey nel 1833 e morta a Ringsfield nel 1902), pronipote di Napoleone Bonaparte e nipote di Gioacchino Murat, re di Napoli. Visse e morì a Redisham Hall dopo aver sposato in seconde nozze John Lewis Garden. La chiesa è un edificio di interesse storico culturale di II grado.